# Dirck van Baburen

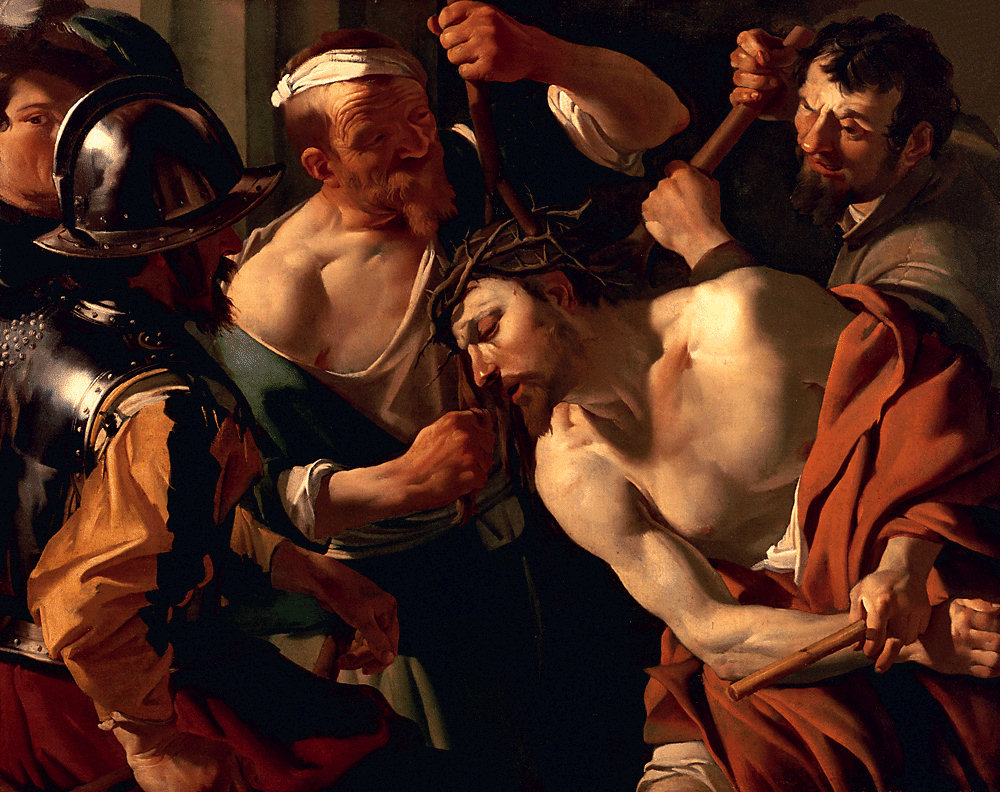
Kroning met de doornenkroon, 1623

Dirck Jaspersz. van Baburen (Wijk bij Duurstede (vermoedelijk), ca. 1595 - Utrecht, 21 februari 1624) was een Nederlands schilder, die gerekend wordt tot de Utrechtse caravaggisten.

## Leven
Dirck van Baburen is waarschijnlijk geboren in Wijk bij Duurstede, maar zijn familie verhuisde korte tijd later naar Utrecht. Zijn ouders waren Jaspar van Baburen en Margareta van Doyenburch. In 1611 was Dirck in de leer bij de kunstschilder Paulus Moreelse. 1611 is het laatste jaar dat hij als leerling van Moreelse geregistreerd was. Rond 1612 reisde hij via Parma naar Rome, waar hij met de Rotterdamse schilder David de Haen samenwerkte. Hij kon Vincenzo Giustiniani en kardinaal Scipione Borghese tot zijn beschermers rekenen en in 1617 ontving hij van Pierro Cussida, een Spaanse diplomaat, de belangrijke opdracht om de Cappella della Pietà van de kerk San Pietro in Montorio in Rome te beschilderen. Hij vervaardigde daartoe een monumentale Graflegging, geïnspireerd op de Caravaggio in de Vaticaanse musea. In Rome zou Baburen tot de oprichters van de Bentvueghels hebben behoord; zijn bijnaam was Biervlieg.
Rond 1621 keerde Baburen terug naar Utrecht, waar hij bij zijn moeder en zuster op de Jansdam ging inwonen. Hij kreeg enkele interessante opdrachten, maar stierf reeds in 1624, ongetrouwd en nog geen dertig jaar oud. De doodsoorzaak is onbekend, maar ten tijde van zijn overlijden heerste in Utrecht de pest, waardoor verondersteld wordt dat hij mogelijk aan deze ziekte overleden is. Het is echter zeker niet uitgesloten dat hij aan een andere ziekte bezweken is. Van Baburen werd begraven in de Buurkerk in Utrecht. Na zijn dood verbleekte zijn roem snel; pas in de twintigste eeuw kwam er een herwaardering voor zijn werk op gang.

## Werk
Van Baburen was in Rome sterk onder de invloed van de stijl van Caravaggio. Hij schilderde Bijbelse en mythologische taferelen, en genrestukken met drinkers en muzikanten. Zijn stijl sluit aan bij die van Hendrick ter Brugghen, maar bezit een minder uitgesproken persoonlijkheid.
Er zijn niet zo veel schilderijen van Van Baburen bewaard gebleven, wat door zijn vroege dood te verklaren is. In Nederland bevinden zich werken van hem in het Centraal Museum en het Museum Catharijneconvent, beide te Utrecht, en in het Rijksmuseum in Amsterdam. In januari 2020 kocht het Centraal Museum het werk Granida en Daifilo aan. Een bekend schilderij van hem is Apollo en Marsyas dat meerdere eeuwen in het bezit is geweest van het huis Schaumburg-Lippe.
Op twee schilderijen van Johannes Vermeer is Baburens schilderij De koppelaarster uit 1622 afgebeeld, dat in het bezit van zijn schoonmoeder schijnt te zijn geweest, en dat zich tegenwoordig in het Museum of Fine Arts in Boston bevindt.
- Biblioteca Nacional de España: XX1633121
- Bibliothèque nationale de France: cb17960059k (data)
- Biografisch Portaal: 44646044
- Gemeinsame Normdatei: 121401448
- International Standard Name Identifier: 0000 0001 1620 9712
- KulturNav: 76108527-dc45-4e4d-990b-4de8fe827891
- Library of Congress Control Number: nr2001018860
- Nationale Bibliotheek van Tsjechië: xx0251787
- Nationale Bibliotheek van Israël: 987007417289205171
- Nationale Bibliotheek van Polen: a0000003586995
- Nederlandse Thesaurus van Auteursnamen: 070245495
- RKD-Nederlands Instituut voor Kunstgeschiedenis: 3316
- LIBRIS: 176962
- SNAC: w6g18nxh
- Système universitaire de documentation: 169121135
- Union List of Artist Names: 500115412
- Virtual International Authority File: 36845034
- WorldCat: E39PBJf4c7fKcwvG7XWtY9yrv3